# ارزهای پر مبادله
ارزهای پر مبادله یا ارزهای احتیاطی، (به انگلیسی: Hard currency) برترین واحدهای پول ملی قابل تبدیل (Convertible currency) هستند که در قدرت حجم بسیار بالا و با سهولت در بازارهای جهانی خریدوفروش (مبادله) می‌شوند، در نتیجه این نوع از ارزها بالقوه دارای پتانسیل می‌باشند، تا مورد تقاضا قرارگیرند.

## جفت ارز
جفت ارزها برای مقایسه ارزش یک ارز نسبت به ارز دیگر هستند. قیمت جفت ارز، نشان‌دهنده این است که چه میزان از ارز دوم (quote currency) برای خرید یک واحد از ارز پایه لازم است.
اولین ارز لیست شدن از یک جفت ارز را ارز پایه و ارز دوم را ارز قیمت‌گذاری شده (quote currency) می‌نامند. ارزهای برتر پر مبادله به ارزهایی گفته می‌شود که غالباً به عنوان پول پایه (ارز پایه) استفاده می‌شوند. ارز پایه در حقیقت ارزی است که مبنای آن یک هست.

## برترین ارزها از لحاظ قدرت حجم مبادلات
بانک تسویه بین‌الملل در جدیدترین گزارش خود از بازار فارکس (۱۳۹۷) که هر ۳ سال یک‌بار منتشر می‌شود، دلار آمریکا را قوی‌ترین ارز جهانی معرفی کرده است. دلار آمریکا قوی‌ترین ارز موجود در جهان با نقد شوندگی فوق‌العاده است. این مطلب باعث شده دلار آمریکا پایه بازارهای مالی بین‌المللی باشد. ارزهای مبنا معمولاً ارزهای پرمبادله‌ای هستند با حجم قوی که از لحاظ ثبات نیز در تمام مناطق مختلف جغرافیایی پول برتر باشند. قوی بودن یک پول ملی، بر اساس اعتماد سایر کشورها به آن پول در مبادلات و ذخایر است.
از بین ارزهای قوی و برتر جهانی هیچ نماینده‌ای از منطقه قاره آفریقا حضور ندارد و منطقه آسیایی بیش‌ترین تعداد نمایندگان را در این فرست دارند.

### ترتیب برترین ارزها از لحاظ قدرت حجم مبادلات
1. دلار آمریکا
2. یورو